# Амурский государственный университет
Аму́рский госуда́рственный университе́т (АмГУ) — высшее учебное заведение, находящееся в городе Благовещенск.

## История
Вуз был образован 20 марта 1975 года, основанный как Благовещенский технологический институт (БТИ) на базе Благовещенского общетехнического факультета Хабаровского автомобильно-дорожного института.
В 1992 году БТИ преобразован в Благовещенский политехнический институт (БПИ), в связи с перепрофилированием вуза и увеличением количества специальностей.
19 октября 1994 года Благовещенский политехнический институт получил статус Амурского государственного университета.
В 2012 году вуз впервые был признан неэффективным. Была разработана программа по оптимизации деятельности АмГУ.
В 2013 году Амурский государственный университет вошёл в состав космического научно-образовательного инновационного консорциума.
В 2013 году АмГУ также был признан неэффективным, но находящийся в стадии оптимизации.
В 2013 году Амурский государственный университет стал победителем конкурса проектов Министерства образования и науки РФ по подготовке высококвалифицированных кадров для приоритетных направлений развития регионов «Кадры для регионов»
В 2013 году на базе университета открыт филиал Института Дальнего Востока РАН.
С 2014 года АмГУ участвует в работе Ассоциации технических университетов России и Китая (АТУРК), объединяющей 29 университетов РФ и Китая.
В 2015, 2016 и 2017 годах Амурский государственный университет стал победителем конкурса проектов Министерства образования и науки РФ по подготовке кадров для оборонно-промышленного комплекса в подведомственных образовательных организациях высшего образования «Новые кадры ОПК».
В 2017 году АмГУ вступил в ассоциированное партнёрство Союза "Агентство развития профессиональных сообществ и рабочих кадров «Молодые профессионалы (Ворлдскиллс Россия)»
В 2018 году проекты АмГУ вошли в число победителей конкурсного отбора Национального проекта «Образование».
5 июля 2019 года с космодрома «Восточный» стартовала ракета-носитель «Союз-2.1б» с метеорологическим спутником «Метеор-М» и малыми космическими аппаратами. Одним из малых космических аппаратов стал «АмурСат» («АмГУ-1»), разработанный студентами и преподавателями Амурского государственного университета

## Факультеты
- Международных отношений
- Дизайна и технологий
- Социальных наук
- Филологический
- Экономический
- Энергетический
- Юридический
- Институт компьютерных и инженерных наук
- Факультет среднего профессионального образования

## Печатные издания
- Корпоративное издание "Амурский университет"
- Вестник Амурского государственного университета.
- Научно-теоретический журнал «Религиоведение»
- Информатика и системы управления (перечень ВАК)[2]
- Слово: фольклорно-диалектологический альманах.
- Научный журнал «Теоретическая и прикладная лингвистика»[3]